# Лафайет (окръг, Уисконсин)
Вижте пояснителната страница за други значения на Лафайет.
Окръг Лафайет (на английски: Lafayette County) е окръг в щата Уисконсин, Съединени американски щати. Площта му е 1645 km², а населението - 16 611 души (1 април 2020). Административен център е град Дарлингтън.